# Martin Lukeman
Martin Lukeman (Watford, Hertfordshire, 26 maart 1985) is een Engels darter die de toernooien van de PDC speelt.

## Carrière
Lukeman wist de laatste 16 te bereiken op de UK Open 2017. Na te hebben gewonnen van Matt Padgett, Rob Hewson en Chris Dobey, werd hij in de vijfde ronde uitgeschakeld door Ian White.
Hij wist zijn Tour Card te behalen tijdens de UK Q-School in februari 2021.
Lukeman bereikte zijn eerste European Tour-finale tijdens de German Darts Grand Prix 2022. Onderweg naar de finale versloeg hij achtereenvolgens Adam Gawlas, Gabriel Clemens, Keane Barry, Martin Schindler en Damon Heta. In de finale was Luke Humphries met 8–2 te sterk. Later dat jaar behaalde Lukeman tijdens de World Grand Prix zijn eerste kwartfinale op een hoofdtoernooi door te winnen van James Wade en Ross Smith. In de kwartfinales verloor Lukeman nipt met 2-3 van Nathan Aspinall.
Zijn eerste halve finale op een hoofdtoernooi haalde hij op de Grand Slam of Darts 2024, waarop hij debuteerde. In de groepsfase versloeg hij Peter Wright, Rob Cross en Leonard Gates, waarna hij in de achtste finale voorbij ging aan Ross Smith. In de kwartfinale klopte hij opnieuw Cross. Door Mickey Mansell in de halve finale te passeren, bereikte Lukeman tevens zijn eerste finale op een hoofdtoernooi. Luke Littler versloeg hem met 16-3. De finaleplek leverde Lukeman zeventigduizend pond op.

## Resultaten op de World Matchplay
- 2022: Laatste 32 (verloren van James Wade met 4-10)

## Resultaten op wereldkampioenschappen

### PDC
- 2023: Laatste 64 (verloren van Martin Schindler met 1-3)
- 2024: Laatste 64 (verloren van Damon Heta met 1-3)
- 2025: Laatste 64 (verloren van Andrew Gilding met 1-3)

## Gespeelde finales hoofdtoernooien

### PDC
| Resultaat | Nr. | Jaar | Kampioenschap       | Tegenstander | Score  | Variant |
| Runner-up | 1.  | 2024 | Grand Slam of Darts | Luke Littler | 3 – 16 | Legs    |